# ドリフターズですよ!前進前進また前進
『ドリフターズですよ!前進前進また前進』（ドリフターズですよ ぜんしんぜんしんまたぜんしん）は、1967年10月28日に東宝系で公開された日本映画。カラー。シネマスコープ。東宝・渡辺プロ作品。

## 概要
松竹の『全員集合!シリーズ』に遅れて開始した、ザ・ドリフターズ主演のコメディ映画『ドリフターズですよ!シリーズ』の第1作。組の解散で行き場を失った三下ヤクザ4名（いかりや・荒井・仲本・高木）が、羽振りの良いチョロ（加藤）を頼って「何でもコンサルタント」を開業したことから騒動が起きる内容。
松竹版に先駆けて、劇中でドリフのチームコントが行われ、そして本作はドリフ映画では珍しくハッピーエンドで終わる結果となる。
いかりや長介死去の時、テレビ東京の深夜映画で追悼として唯一のテレビ放送がなされた。それは、1980年代の「全員集合」シリーズ放送以来の久しぶりの放送だった。

## スタッフ
- 製作：渡辺晋、五明忠人
- 脚本：松木ひろし
- 監督：和田嘉訓
- 撮影：中井朝一
- 音楽：山本直純
- 美術：竹中和雄
- 照明：隠田紀一
- 録音：吉田昭一
- スチル：中尾孝
- 編集：藤井良平
- 助監督：小谷承靖

## 出演者
- アンテナの長介：いかりや長介（ザ・ドリフターズ）
- ボーズのブー：高木ブー（同上）
- ハナビのチュー：荒井注（同上）
- フクロのコージ：仲本工事（同上）
- チョロ：加藤茶（同上）
- ヤッコ：松本めぐみ
- ミツコ：大原麗子
- 里子：酒井和歌子
- 芦野公風：財津一郎
- 黒潮輝正：スマイリー小原
- モロコシ：小池朝雄
- 金：天本英世
- 銀：鈴木和夫
- 銅：広瀬正一
- 大河内庄吉：藤田まこと
- 大河内静子：浦島千歌子
- 芸者：藤あきみ
- 部長：上田吉二郎
- スタッフ：なべおさみ
- 救急車の係員：渋谷英男、勝部義夫
- 刑事：伊吹徹
- 警官：由利徹
- 秘書：関田裕
- 若い女A：佐川亜梨
- 若い女B：浦山珠実
- グループ・サウンズ：ザ・タイガース

## 挿入歌
- 「シーサイド・バウンド」（ザ・タイガース。歌唱シーンあり）
- 「モナリザの微笑」（ザ・タイガース。歌唱シーンあり）
- 「僕のマリー」（ザ・タイガース）
- 「ドリフターズ行進曲」（ザ・ドリフターズ）

## 同時上映
『クレージーの怪盗ジバコ』
- 原作：北杜夫／脚本：田波靖男、市川喜一／監督：坪島孝／主演：植木等

## ビデオソフト化・テレビ放送
- 1980年頃に東宝ビデオからテレビサイズのビデオソフト（VHS・β・U規格）が、主に業務用途向けにリリースされた[1]。
- その後ビデオソフトの再発売は一切なく、2014年現在DVD化・BD化は行われていない。
- 1974年7月18日に日本テレビ系列の『木曜スペシャル』で放送。同年5月9日に同枠で『特訓特訓また特訓』が放送されたのに伴い、同作に代わる日本テレビ木曜プロ野球中継の雨傘番組となり、そして当日予定されていた「巨人×中日」戦の中止に伴い編成された[2]。
- 1999年10月にチャンネルNECOで、他の「ドリフターズですよ！」シリーズと共に放送された[3]。
- いかりや長介追悼企画として2004年4月1日深夜にテレビ東京で放送された[4]。
- 2009年4月に日本映画専門チャンネルで、他の「ドリフターズですよ！」シリーズと共に放送された（「特訓特訓また特訓」は未放送）。

## 参考資料
- キネマ旬報